# Dorin Florea
Dorin Florea (n. 12 mai 1956, Orașul Stalin, România) este un medic și politician român, primar al municipiului Târgu Mureș între 2000-2020. Între 1996-2000 a fost prefect al județului Mureș, desemnat de PNȚCD. Această formațiune l-a propus pentru funcția de primar în anul 2000, pe care a obținut-o pe 20 iunie 2000, în al doilea tur de scrutin, cu 51,47% din voturi, față de 48,53% obținute de primarul în funcție, Imre Fodor, contracandidatul său. În anul 2004 a candidat ca independent și a fost ales din primul tur de scrutin. Din anul 2006 este șeful filialei Mureș a PD.

## Studii
- 1975 - a absolvit Liceul „Andrei Șaguna” din Brașov[necesită citare]
- 1982 - diplomă de medic obținută în cadrul Universitatea de Medicină, Farmacie, Știință și Tehnologie din Târgu Mureș [3]
- 1998 - Competență în chirurgie vasculară, Ministerul Sănătății[3]
- studii de chirurgie la Strasbourg și Lisieux[necesită citare]
- 2001 - curs de administrație publică în cadrul Școlii Superioare de Administrație a Ministerului de Interne din Roma, Italia[3]
- 2002-2003 - curs de administrație publică, Ministerul de Internet Bonn și Berlin[3]
- 2005 - diplomă de masterat în Managementul Administrației Publice - Universitatea Petru Maior din Târgu Mureș[3]

## Activitate profesională
- practică medicina la Clinica de Urologie încă din anul III de facultate[necesită citare]
- 1982 - 1988 medic în cadrul Spitalului Clinic Județean Mureș[3]
- 1988 - 1996 medic primar în cadrul secției de Chirurgie Generală și Vasculară aparținând Spitalului Clinic Județean Mureș[3]

## Activitate politică
- 1996 - 2000 este prefect al județului Mureș, desemnat de PNȚCD[3]
- 2000 - 2004 primul mandat de primar al municipiului Târgu Mureș, din partea PNȚCD[3]
- în 2004 candidează ca independent la funcția de primar al municipiului și câștigă al doilea mandat cu următoarele rezultate: 48.556 (56,53%), contracandidatul acestuia, Attila Kelemen obținând 34.652 (40,34%)[4]
- în 2006 se înscrie în PD[necesită citare]
- în 2008 este ales pentru a treia oara primar al Târgu-Mureșului
- în 2012 este ales pentru a patra oară primar al Târgu-Mureșului
- în 2014 devine membru PNL[necesită citare]
- în 2016 este ales pentru a cincea oară primar al Târgu-Mureșului
- În 2019 se înscrie în ALDE[5]

## Distincții
- în 2003 Radio România l-a desemnat omul anului în Târgu Mureș
- în 2004 primește o distincție media în domeniul administrativ

## Relațiile cu comunitățile etnice din oraș

### Relația cu comunitatea maghiară
Drepturile lingvistice, culturale și economice ale comunității maghiare din Târgu Mureș sunt garantate de către legislația în vigoare. Astfel, cetățenii aparținând acestei etnii pot folosi limba lor maternă în instituțiile primăriei și instituțiile de stat deconcentrate cu scopul de a comunica oral sau scris, totodată toate inscripțiile publice de aici trebuie să fie bilingve, iar informațiile de interes public se publică și în limba maghiară. Conducerea primăriei a fost criticată de multe ori din cauza nerespectării legislației în vigoare pe tema bilingvismului, iar Consiliul Național pentru Combaterea Discriminării (CNCD) a decis în 2014 că neinscripționarea bilingvă a unităților de învățământ din oraș constituie discriminare directă și l-a amendat pe primarul Dorin Florea în valoare de 8.000 lei după ce a mai fost atenționat de către consiliu în 2011. Acțiunea pentru sancționarea nelegalitățiilor în instituțiile de învățământ subordonate primăriei a fost inițiat de către părinții copiilor în anul 2010 cu ajutorul Asociația Civic Angajament (CEMO).
Tot în 2014 Dorin Florea a fost amendat cu 1.000 de lei de CNCD pentru o situație de la ștrandul din oraș, aflat în subordinea primăriei, unde emite o stație locală de radio, fără licență de la Consiliul Național al Audiovizualului, denumită Radio Vacanța. Stația de radio, finanțată de primărie, a fost sesizată de un cetățean care și-a pierdut nepotul de șase ani și jumătate în ștrandul respectiv, însă crainicul de la radio a refuzat să îl lase să își transmită mesajul și în limba maghiară, în condițiile în care copilul nu înțelegea româna.

### Relația cu comunitatea romă
În anul 2013 Florea a făcut o serie de declarații împotriva comunității rome la o conferință de presă pentru care a fost amendat de către Consiliul Național pentru Combaterea Discriminării (CNCD) cu cifra de 4.000 de lei.
Declarația pentru care edilul a fost amendat a fost următoarea:
"„Să se facă o listă cu românii corecți care lucrează în Anglia”, „dar când apare câte un gabor din acesta primitiv sau câte un descreirat care îi dă în cap la o italiancă, apare că tot poporul român e violator, e țigan, e cerșetor s.a.m.d”, „ce a îngrijorat foarte tare a fost modul primitiv în care s-au comportat anumiți cetățeni ai noștri, majoritatea țigani, care s-au dus cu obiceiurile țigănești de aici în alte părți. Și pe mine m-ar deranja să-mi apară o șatră în fața casei. Trebuie să recunoaștem acest lucru: trebuie să-i disciplinăm acasă prin politici clare”"

## Acuzații de corupție
La data de 16 septembrie 2016 Direcția Națională Anticorupție a dispus trimiterea în judecată, în stare de libertate, a lui Dorin Florea. 
La momentul faptei de care era acuzat, acesta ocupa funcția de primar al orașului Târgu-Mureș. DNA îl acuza de săvârșirea infracțiunii de participație improprie la abuz în serviciu. Împreună cu Cioban Maria care era secretară a municipiului, fusese acuzat că ar fi păgubit bugetul orașului cu peste 1 milion de lei. Ambii au fost achitați definitiv în februarie 2023 de către Curtea de Apel Cluj.